# Schlacht von Saratoga
Ticonderoga – Hubbardton – Fort Ann – Oriskany – Bennington – Saratoga (Freemans Farm – Bemis Heights) – Fort Clinton und Fort Montgomery
Die aus zwei Einzelschlachten bestehende Schlacht von Saratoga vom Herbst 1777 wird als Wendepunkt im Amerikanischen Unabhängigkeitskrieg und eine entscheidende Schlacht in der amerikanischen Geschichte angesehen. Eine britische Streitkraft unter General John Burgoyne wurde in zwei Gefechten geschlagen und schließlich zur Kapitulation genötigt.

## Vorgeschichte
Im Sommer 1777 rückte General Burgoyne mit ungefähr 10.000 Mann – zumeist britische festbesoldete Soldaten – aus Kanada zu einem Feldzug nach Neuengland vor. Ziel war es, Albany einzunehmen und durch Übernahme der Kontrolle im Hudson-River-Tal Neuengland vom Rest der Kolonien abzuschneiden. Im Frühjahr 1777 nahmen die Briten die kolonialen Forts in Crown Point und Ticonderoga ein, worauf die Amerikaner sich zurückzogen. Aber eine erfolgreiche Verzögerungstaktik der Kolonisten durch systematisches Blockieren von Straßen, Zerstörung von Brücken und fortwährende Angriffe auf die britischen Truppen durch Scharfschützen verlangsamte den britischen Vormarsch jenseits der südlichen Enden des Lake Champlain und des Lake George auf wenige Kilometer am Tag. Burgoynes Streitkraft wurde letztlich durch die Kontinentalarmee und Milizen der Kolonisten unter General Horatio Gates im Gebiet nördlich von Saratoga aufgehalten. Im Verlauf des Sommers 1777 wuchs die Streitmacht der Kolonisten auf ungefähr 15.000 Mann an.

## Die Schlachten

### Die Schlacht von Freeman’s Farm
Die Schlacht von Saratoga bestand aus zwei Einzelgefechten, von denen das erste die Schlacht von Freeman’s Farm genannt wird. Die Briten rückten in getrennten Marschkolonnen auf Saratoga vor und stießen am 19. September in den Wäldern um Freeman’s Farm auf die amerikanischen Streitkräfte. General Benedict Arnold, der den linken Flügel der Amerikaner kommandierte, befahl Oberst Daniel Morgan, die Briten anzugreifen. Morgan stieß in die Marschkolonne von General Simon Fraser vor und fügte ihr bedeutende Verluste zu, bis er zurückgeschlagen wurde.

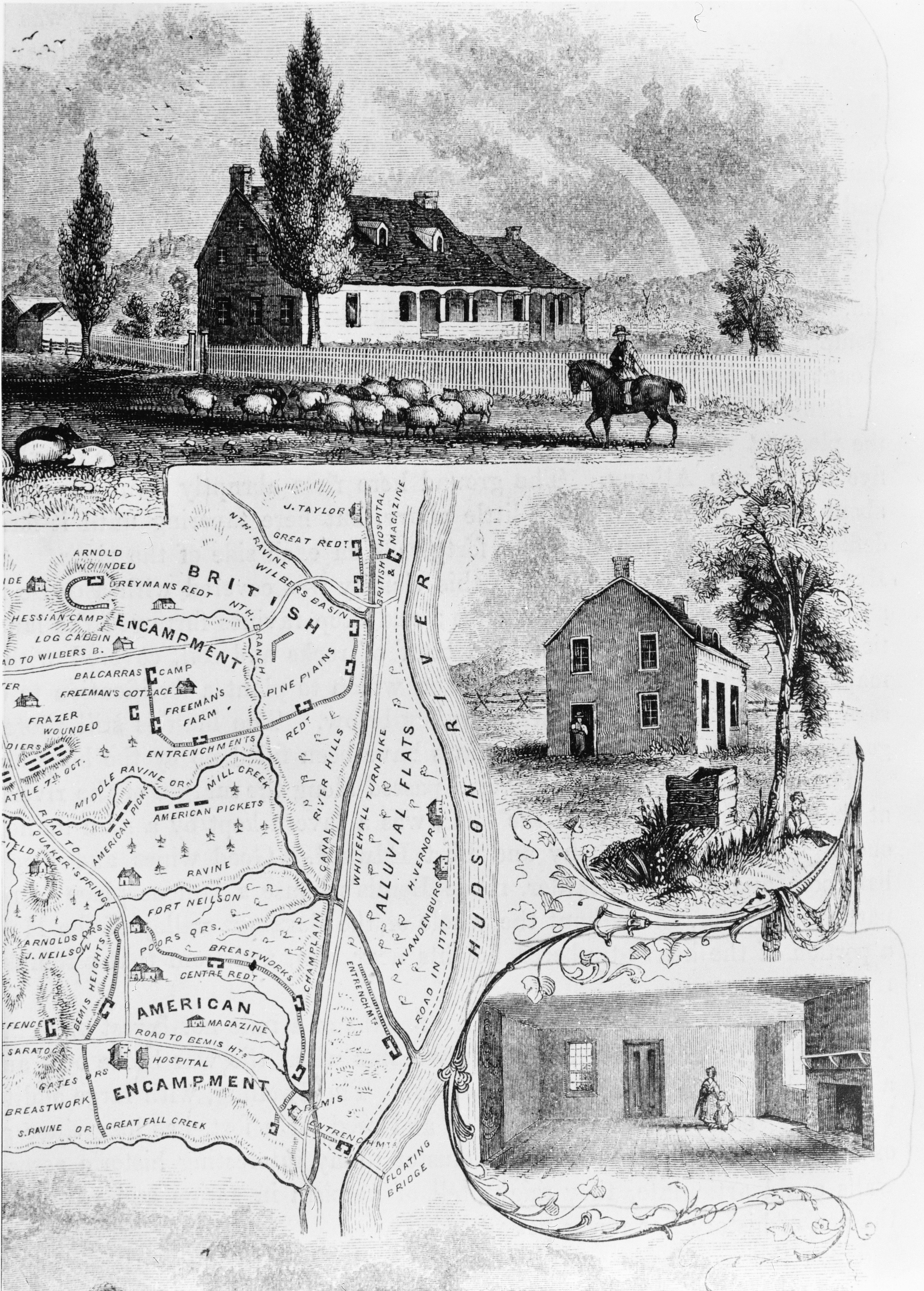
Plan des Schlachtfeldes der Schlacht von Saratoga und Ansichten von John Neilsons Haus von Süden, Osten und von innen, das als Hauptquartier der Generäle Enoch Poor und Benedict Arnold gedient hatte.

Um Morgan zu unterstützen, sandte General Arnold die Brigaden von General Enoch Poor und General Ebenezer Learned nach vorn, während Burgoyne, um die Amerikaner über das Feld hinweg anzugreifen, James Inglis Hamilton und Simon Fraser schickte. Arnolds wiederaufgefüllte Linie konnte die britische Attacke zurückschlagen, wenn auch unter schweren Verlusten. Arnold war über den amerikanischen Kommandeur Horatio Gates verärgert, weil dieser keine Verstärkungen schickte, mit denen die britischen Linien hätten durchbrochen werden können. Am Ende der Schlacht hatten die Briten einen letzten Angriff der Amerikaner abgewehrt. Benedict Arnold wurde das Kommando entzogen. Zwar mussten die Amerikaner das Feld aufgeben, sie hatten aber zumindest Burgoynes Vormarsch aufgehalten und den Briten nicht ersetzbare Verluste zugefügt. Schließlich errichtete Burgoyne Verschanzungen und befestigte seine Position. Die Amerikaner errichteten etwa drei Kilometer südlich ebenfalls Befestigungen.

### Die Schlacht von Bemis Heights
Das zweite und letzte Gefecht der Schlachten von Saratoga wurde als Schlacht von Bemis Heights bekannt und fand am 7. Oktober statt. Obgleich die Briten bei Freemans Farm schwer gelitten hatten und Gates seither Verstärkungen erhalten hatte, plante Burgoyne, die amerikanischen Linien mit drei Kolonnen anzugreifen. Der Hauptangriff sollte von den Braunschweiger Truppen unter Friedrich Adolf Riedesel auf die Bemis Heights (Bemis-Höhen) geführt werden. General Benjamin Lincoln kommandierte nun die Division von Enoch Poor und die Brigade von Ebenezer Learned, die auf den Bemis Heights stationiert waren.
Burgoynes Angriff begann am frühen Morgen. Nicht eher feuernd, bis die Braunschweiger innerhalb der Schussreichweite waren, vernichtete Poors Brigade die erste Angriffswelle und rieb die Überlebenden in einem Gegenangriff auf. Morgan attackierte die kanadische Infanterie und dehnte den Angriff auf Frasers reguläre Brigade aus. Fraser begann, seine Division zu sammeln, als in diesem entscheidenden Moment Benedict Arnold auf dem Schlachtfeld erschien. Obwohl ihm nach der Schlacht von Freemans Farm das Kommando entzogen worden war und er keine Befehle erhalten hatte, ignorierte er den Oberbefehlshaber Gates und befahl, Fraser zu erschießen. Einer von Morgans Scharfschützen verwundete daraufhin Fraser tödlich. Von Morgans Front ritt Arnold weiter zu Learneds Brigade. Unter Learneds Männern, die einem Braunschweiger Angriff entgegensahen, breitete sich Unsicherheit aus. Wieder traf Arnold im entscheidenden Moment ein und rief die Amerikaner zusammen. Mit Arnold und Learned an der Spitze setzten sie zum Gegenangriff an. Poor und Morgan kamen ihnen im Rücken der Braunschweiger entgegen und die Braunschweiger Front gab nach. Die Briten zogen sich auf ihre Ausgangspositionen zurück. Arnold führte danach Learneds Männer in einen Angriff auf die hessischen Befestigungen. Bevor er vom Schlachtfeld abgezogen wurde, versuchte Arnold noch, eine andere Brigade nach vorn zu bringen, aber ein Bote von Gates rief ihn endgültig zurück, als sich die Dunkelheit über dem Schlachtfeld ausbreitete.

## Burgoynes Kapitulation

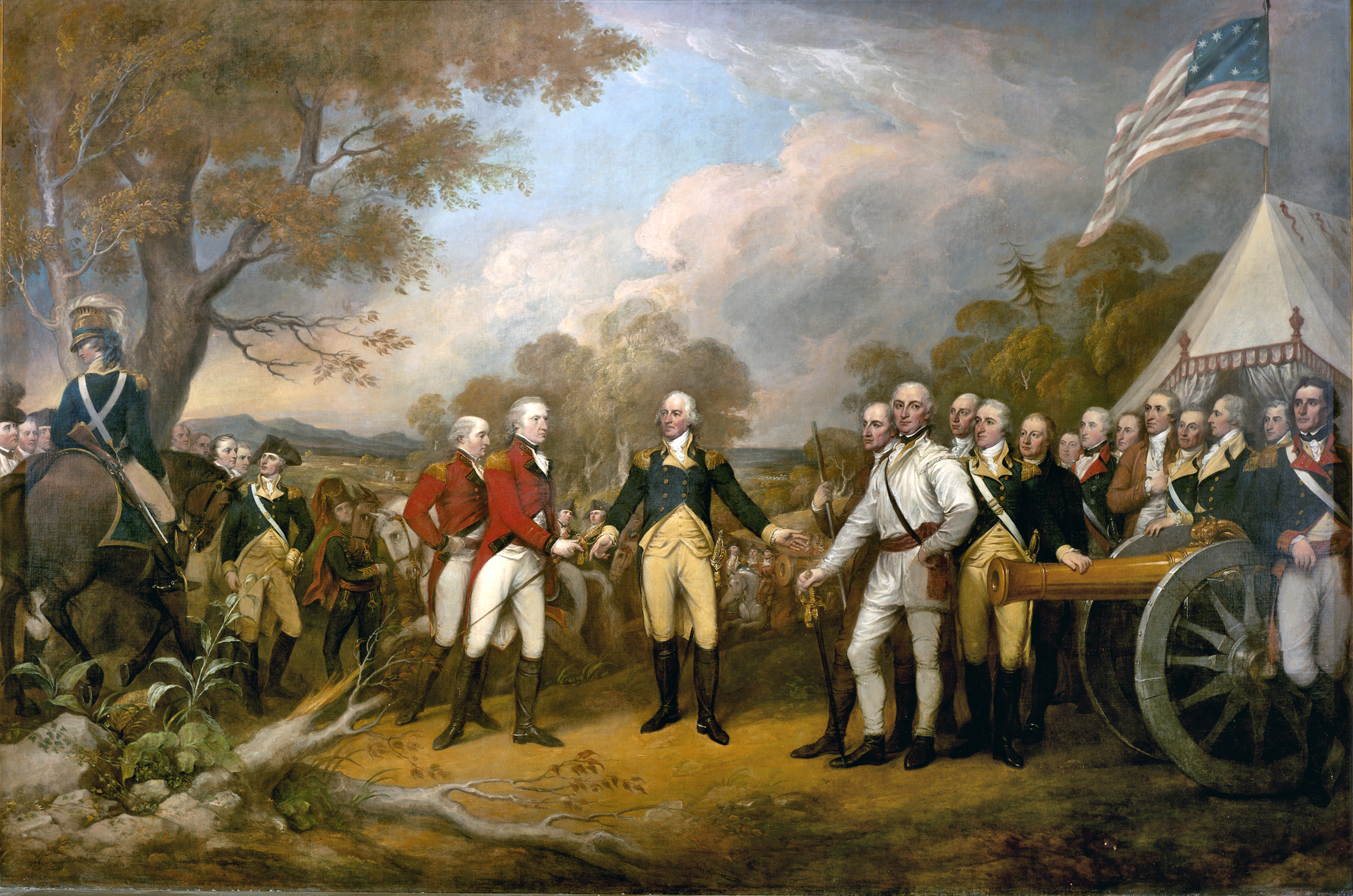
Surrender of General Burgoyne
Gemälde von John Trumbull, 1821, ausgestellt im Kapitol der Vereinigten Staaten

Die britische Streitmacht zog sich schließlich einige Kilometer nach Norden zurück, bis ihr Rückzug von kolonialen Streitkräften unter dem Kommando von Horatio Gates blockiert wurde. Umzingelt und zahlenmäßig unterlegen, sechzig Kilometer von Fort Ticonderoga entfernt, mit schwindenden Vorräten und den bevorstehenden Winter vor Augen hatte Burgoyne nur wenige Optionen. Er kapitulierte am 17. Oktober 1777.

## Nachspiel
Burgoynes Truppen wurden entwaffnet und sollten eigentlich darauf vereidigt werden, nach Großbritannien zurückzukehren und sich nie wieder an einem Konflikt mit den Kolonien zu beteiligen – eine übliche militärische Praxis im 18. Jahrhundert. Stattdessen lehnte der Amerikanische Kongress die Ratifizierung der „Convention“ ab, jenes Dokuments, das die Bedingungen der Kapitulation ausführte, die zwischen Gates und Burgoyne ausgehandelt worden waren. Abgesehen von einigen britischen und deutschen Offizieren, die schließlich gegen gefangene amerikanische Offiziere ausgetauscht wurden, wurden die meisten der einfachen Soldaten der „Convention Army“, wie sie jetzt genannt wurde, in Lagern in New England, Virginia und Pennsylvania bis zum Ende des Krieges gefangen gehalten. Burgoyne selbst wurde in Unehre zurück nach England gesandt. 
Frankreich erkannte nun auch offiziell die Unabhängigkeit der Staaten an und schloss mit diesen im Februar 1778 einen Freundschafts- und Handelsvertrag. Drei Jahre später spielten französische Militär- und Marineeinheiten eine Schlüsselrolle bei der Kapitulation der zweiten britischen Armee in der Schlacht von Yorktown und bei der Beendigung des Krieges.